# Десен популизъм
Десният популизъм е политическа идеология, свързана с отричането на наличния политически консенсус, както и с обединението на политиката на лесе-фер, на етноцентризма и на антиелитизма. Определя се като популизъм, тъй като се обръща към „обикновения човек“, а не към елитите. В Европа се използва като описание на групи и политически партии, които принципно застават срещу имиграцията, главно от Ислямския свят.
Още през 90-те години в законодателните органи на различни демократични общества като Канада, Норвегия, Франция, Израел, Полша, Русия, Румъния и Чили трайно се настаняват десни популистки формации. В страни като Швейцария, Австрия, Нидерландия, Нова Зеландия и Италия те влизат и в коалиционни правителства. Макар че крайните десни движения в САЩ се изучават отделно, бивайки наричани „радикална десница“, някои автори ги приравняват с десния популизъм. Десният популизъм се различава от историческата десница, която се ангажира със запазването на статуквото.